# 세르게이 라자레프
세르게이 라자레프(러시아어: Сергей Лазарев, 1983년 4월 1일~ )는 러시아 모스크바 태생의 러시아 가수이다. 2002년부터 2005년까지 남성 2인조 음악 그룹 Smash!!의 구성원으로 활동하였으며 Smash!!의 검은 머리의 구성원으로도 잘 알려져 있다. 2005년에 Smash!!가 해체된 이래로 그는 성공적인 솔로 데뷔를 하였으며 그 이래에도 역시 많은 유명세와 인기를 유지하고 있다. 유로비전 송 콘테스트 2016에 곡 "You Are the Only One"으로 참가했으며, 결승에서 3위를 차지하였다.
그는 그의 나이가 10살 밑이었을 때부터 합창단에 속해 노래를 하는 등의 재능을 선보였으며, 이때부터 음악은 그의 삶의 중요한 한 부분이 되었다. 그가 14살 때, 그는 이미 어린이 노래 컨테스트에서 첫 우승을 얻기도 했었다.